# Józef Lempka
Józef Lempka (Joseph Lempka) (ur. ? na Górnym Śląsku, zm. sierpień 1931 r. w Detroit) – ksiądz katolicki, działacz społeczny i narodowościowy.
Józef Lempka pochodził z Górnego Śląska. Posługę duszpasterską pełnił wśród amerykańskiej Polonii. Dzięki jego staraniom w latach 1905-1906 wybudowano kościół polski w Vicksburg. Od 27 kwietnia 1906 do września 1909 pełnił posługę duszpasterską i funkcję proboszcza parafii Matki Boskiej Szkaplerznej w Wyandotte.  Do śmierci pełnił urząd proboszcza parafii św. Stanisława w Detroit. Brał czynny udział w życiu społecznym i narodowym Polonii amerykańskiej. Za swoje zasługi został odznaczony Orderem Odrodzenia Polski. Zmarł w połowie sierpnia 1931 r. w Detroit.